# Castro de Filabres
Castro de Filabres ist ein Ort und eine spanische Gemeinde in der Comarca Filabres-Tabernas der Provinz Almería in der Autonomen Gemeinschaft Andalusien. Die Bevölkerung von Castro de Filabres bestand im Jahr 2024 aus 101 Einwohnern. 

## Geografie
Castro de Filabres liegt im Landesinneren der Provinz Almería in einer Höhe von ca. 960 m. Die Provinzhauptstadt Almería liegt in etwa 50 Kilometer südlicher Entfernung. Im Norden des Gemeindegebiets erhebt sich der Las Hoyas mit einer Höhe von 2013 m.

## Bevölkerungsentwicklung
| Jahr      | 1970 | 1981 | 1991 | 2001 | 2011 | 2021 |
| Einwohner | 284  | 251  | 167  | 170  | 162  | 115  |

## Sehenswürdigkeiten
- Burgruine (El Castillico)
- Marienkirche (Iglesia de Santa María de Castro)